# Electròlisi de membrana d'intercanvi de protons

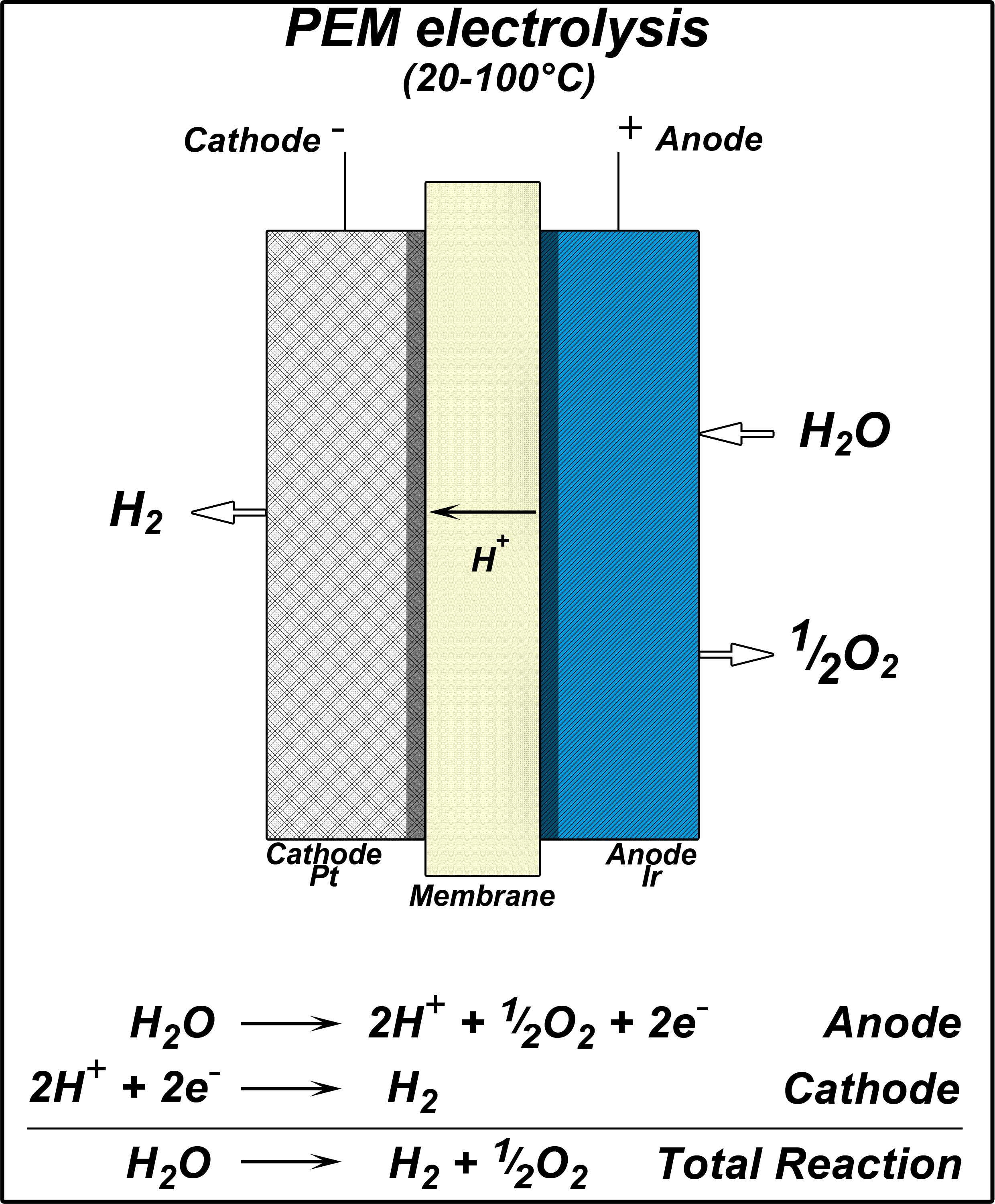
Electròlisi de membrana d'intercanvi de protons

L'electròlisi de la membrana d'intercanvi de protons (PEM) és l'electròlisi de l'aigua en una cèl·lula equipada amb un electròlit de polímer sòlid (SPE) que és responsable de la conducció de protons, la separació dels gasos del producte i l'aïllament elèctric dels elèctrodes. L'electrolitzador PEM es va introduir per superar els problemes de càrrega parcial, baixa densitat de corrent i operació de baixa pressió que afecta actualment l'electrolitzador alcalí. Implica una membrana d'intercanvi de protons.
L'electròlisi de l'aigua és una tecnologia important per a la producció d'hidrogen per ser utilitzat com a portador d'energia. Amb temps de resposta dinàmics ràpids, grans rangs operatius i altes eficiències, l'electròlisi de l'aigua és una tecnologia prometedora per a l'emmagatzematge d'energia juntament amb fonts d'energia renovables. Pel que fa a la sostenibilitat i l'impacte ambiental, l'electròlisi PEM es considera una tècnica prometedora per a la producció d'hidrogen d'alta puresa i eficient, ja que només emet oxigen com a subproducte sense cap emissió de carboni. L'AIE va dir el 2022 que calia més esforç.

## Història
L'ús d'un PEM per a l'electròlisi es va introduir per primera vegada a la dècada de 1960 per General Electric, desenvolupat per superar els inconvenients de la tecnologia d'electròlisi alcalina. Les prestacions inicials van donar 1,0 A/cm2 a 1,88 V que, en comparació amb la tecnologia d'electròlisi alcalina d'aquella època, era molt eficient. A finals de la dècada de 1970, els electrolitzadors alcalins informaven de rendiments al voltant de 0,215 A/cm2 a 2,06 V, provocant així un interès sobtat a finals dels anys setanta i principis dels vuitanta pels electròlits de polímer per a l'electròlisi de l'aigua. La tecnologia d'electròlisi d'aigua PEM és similar a la tecnologia de piles de combustible PEM, on les membranes sòlides polisulfonades, com ara nafion, fumapem, es van utilitzar com a electròlit (conductor de protons).
Es pot trobar una revisió exhaustiva del rendiment històric des de les primeres investigacions fins a l'actualitat en ordre cronològic amb moltes de les condicions de funcionament de la revisió de 2013 de Carmo et al.

## Avantatges
Un dels majors avantatges de l'electròlisi PEM és la seva capacitat per funcionar a altes densitats de corrent. Això pot comportar una reducció dels costos operatius, especialment per als sistemes combinats amb fonts d'energia molt dinàmiques com l'eòlica i la solar, on els pics sobtats en l'entrada d'energia donarien lloc a una energia no captada. L'electròlit de polímer permet que l'electròlit PEM funcioni amb una membrana molt prima (~ 100-200 μm) alhora que permet altes pressions, donant lloc a pèrdues òhmiques baixes, causades principalment per la conducció de protons a través de la membrana (0,1 S/cm) i sortida d'hidrogen comprimit.
La membrana d'electròlits de polímer, a causa de la seva estructura sòlida, presenta una baixa taxa d'encreuament de gasos que resulta en una puresa de gas del producte molt alta. Mantenir una puresa elevada del gas és important per a la seguretat de l'emmagatzematge i per a l'ús directe en una pila de combustible. Els límits de seguretat per a H2 en O2 es troben en condicions estàndard 4 mol-% H2 en O2.

## Ciència
Un electrolitzador és un dispositiu electroquímic per convertir l'electricitat i l'aigua en hidrogen i oxigen, aquests gasos es poden utilitzar com a mitjà per emmagatzemar energia per a un ús posterior. Aquest ús pot anar des de l'estabilització de la xarxa elèctrica des de fonts elèctriques dinàmiques com ara turbines eòliques i cèl·lules solars fins a la producció localitzada d'hidrogen com a combustible per als vehicles de pila de combustible. L'electrolitzador PEM utilitza un electròlit de polímer sòlid (SPE) per conduir protons des de l'ànode fins al càtode mentre aïlla els elèctrodes elèctricament. En condicions estàndard, l'entalpia necessària per a la descomposició de l'aigua és de 285,9 kJ/mol. Una part de l'energia necessària per a una reacció d'electròlisi sostinguda és subministrada per energia tèrmica i la resta es subministra mitjançant energia elèctrica.

### Reaccions
El valor real de la tensió de circuit obert d'un electrolitzador en funcionament estarà entre 1,23 V i 1,48 V, depenent de com el disseny de la pila/la pila utilitza les entrades d'energia tèrmica. No obstant això, això és bastant difícil de determinar o mesurar perquè un electrolitzador en funcionament també experimenta altres pèrdues de tensió de les resistències elèctriques internes, la conductivitat dels protons, el transport de massa a través de la cèl·lula i la utilització del catalitzador, per citar-ne alguns.

#### Reacció de l'ànode
La mitja reacció que té lloc al costat de l'ànode d'un electrolitzador PEM es coneix comunament com a reacció d'evolució de l'oxigen (OER). Aquí el reactiu d'aigua líquida es subministra al catalitzador on l'aigua subministrada s'oxida a oxigen, protons i electrons.
| {\displaystyle {\ce {2 H2O (l) -> O2 (g) + 4H+ (aq) + 4 e^-}}} |

#### Reacció del càtode
La mitja reacció que té lloc al costat del càtode d'un electrolitzador PEM es coneix comunament com a reacció d'evolució d'hidrogen (HER). Aquí els electrons subministrats i els protons que han conduït a través de la membrana es combinen per crear hidrogen gasós.
| {\displaystyle {\ce {4H+ (aq) + 4 e^- -> 2H2 (g)}}} |

La il·lustració següent mostra una simplificació de com funciona l'electròlisi PEM, mostrant les mitges reaccions individuals juntament amb la reacció completa d'un electrolitzador PEM. En aquest cas l'electrolitzador s'acobla a un panell solar per a la producció d'hidrogen, però el panell solar es podria substituir per qualsevol font d'electricitat.